# Groß Sankt Florian
Groß Sankt Florian é um município da Áustria, situado no distrito de Deutschlandsberg, no estado da Estíria. Tem 48,78 km² de área e sua população em 2019 foi estimada em 4.146 habitantes.